# 馬里省
馬里省是西非國家畿內亞的33個省之一，位於該國北部，由拉貝大區負責管轄，首府設於馬里，北臨塞內加爾，東接馬里和庫比亞省，南毗拉貝省和萊盧馬省，西鄰加瓦爾省和孔達拉省，面積9,790平方公里，人口約246,000。